# Pycnosiphorus costatus
Pycnosiphorus costatus is een keversoort uit de familie vliegende herten (Lucanidae). De wetenschappelijke naam van de soort is voor het eerst geldig gepubliceerd in 1956 door Benesh.